# Dominic Pürcher
Dominic Pürcher (Schladming, 24 giugno 1988) è un calciatore austriaco, difensore dell'Hengsberg.

## Palmarès

### Club
- Fußball-Bundesliga (Austria): 1

Sturm Graz: 2010-2011